# Olympic Club Bukavu Dawa
Maillots
Actualités
L’Olympic Club de Bukavu Dawa en sigle OC Bukavu Dawa est un club de football congolais basé à Bukavu en République démocratique du Congo. Leurs matchs sont joués à domicile au Stade de la Concorde de Kadutu.

## Storique
Les origines de l'OC Bukavu Dawa remontent vers l'année 1950. Lors de cette année, un noyau informel d'intellectuels Bashi de la ville de Bukavu se réunissait sans statuts officiels autour du projet de création d'un club sportif. En 1951, "Bushi Football Club" fut agréé par Décision N° 36/21 du 21 février de monsieur le Commissaire de District. Pendant cette période, la société pharmaceutique "Congokina" devenue plus tard "Pharmaquina" avait son équipe de football qui avait bien sûr disparu. 
C'est en 1970 que, pour se conformer aux exigences du régime en place, Bushi Football Club, devenu entre-temps "Espoir Club" changea de nouveau de nom pour devenir FC Bukavu Dawa, nom proposé par le Président d'honneur, Monsieur K.H. Schneider dont la société Pharmakina venait d'accepter la tutelle et le sponsoring de l'équipe. Actuellement l'équipe s'appelle "Olympic Club de Bukavu Dawa" ou "OC Bukavu Dawa".
l'équipe fut suspendue pour cause de la corruption en 2013.
Fondé en 1950, le Bushisport, actuel Bukavu Dawa, a servi de cadre pour l'unification des Bashi et a abouti à la création de l'union des ressortissants du Congo pour la défense et la promotion du Congo en août 1959, mais celle-ci n'aura pas de lendemain car incapable de concilier le chef traditionnel (Mwami Kabare) et l'autorité coloniale (Mpozu). D'où la création d'un véritable parti politique (le Regroupement de l'Est du Congo, RECO en sigle) en mars 1960.
Sous la conduite de Dieudonné Boji et Edmond Rudahindwa, le RECO aura le soutien de la coutume avant de s'étendre sur Uvira, Kaziba et Kalonge. À Bukavu, les intellectuels Bashi qui espéraient trouver dans cette organisation une occasion de promotion sociale et d'accession à des postes politiques y avaient adhérer sans problème. L'union des enfants de Rega (UNERGA), actuel OC Muungano a été créée en 1949 à Bukavu afin de regrouper tous les barega de Bukavu quelle que soit l'origine territoriale. 
Devant l'effervescence politique de la veille de l'indépendance, cette association culturelle et sportive va se glisser timidement en politique sous la houlette de Jean Marie Kititwa élu président de l'équipe en 1959. Pour participer aux élections du pays, le comité directeur transforma l'UNERGA en parti politique de Rega en avril 1960. 
N'étant pas suffisamment représentée dans les institutions du pays, l‟UNERGA se verra écartée du Gouvernement Miruho. Les oppositions entre les Bashi et les Barega se manifestent également en 1963 lors des élections communales car l'URERGA n'obtiendra que deux sièges sur 94 tandis que le cartel CEREA-RECO gagnait 35 sièges. Avec tant d'échecs, les leaders Rega ont découvert que l'élément tribalo-ethnique de l'UNERGA n'était plus de mise. Il fallait donc adhérer à un parti aux dimensions nationales pour avoir une audience sur le plan national. C'est dans ce contexte politique qu'ont évolué les deux formations sportives précitées car non seulement elles constituaient de bases politiques pour les leaders originaires mais aussi qu'il fallait monter des stratégies pour paraître forte et grande par rapport à l'autre. 
Dans le but d'atténuer la dose tribale dans ces équipes, on a exigé à ces équipes de changer leur dénomination. D'où le remplacement de Bushisport par le nom de l'OC Bukavu Dawa et de l'UNERGA par l'OC Muungano.

### Historique des Logos

Ancien Logo
Logo Actuel

### Composition ethnique de OC Bukavu Dawa de 2005 - 2009
Il ressort du tableau N°1 que les joueurs de l'équipe « Bukavu-Dawa » ne sont pas de même origine tribale et ne sont pas tous des Shi. Au cours de cinq années, les joueurs Shi n'y représentent que 24,6% et constituent la 1re ressource, suivis des joueurs Bavira et Bafuliru avec 24%, les Rwandais, les Ougandais et les Burundais ont intervenu à l'ordre de 18,6% pendant que les Barega ont occupé le quatrième rang des joueurs de l'OC Bukavu Dawa. On comprend donc que la donne tribale qu'on essaie de valoriser dans le fanatisme ne concerne pas la configuration tribale des joueurs. Ces derniers s'identifient, non par leur origine tribale, mais par leurs qualités techniques, leur savoir-faire sportif… c'est ainsi que tout en alignant 30 joueurs pour une saison sportive, les joueurs originaires d‟Uvira se sont distingués des autres par leur titularisation à la suite de la technicité dans l'OC Bukavu Dawa. Nous pouvons aussi constater l'inclusivité dans la configuration tribale de l'équipe de « Bukavu Dawa ». Ceci prouve déjà qu'aucune tribu n'a ses propres joueurs, la question du football étant technique, elle n'est pas une affaire de sang, de tribu… c'est pourquoi, parfois, une équipe A peut recruter un mercenaire jugé fort dans l'équipe B même si A et B sont des équipes opposées (c'est le cas du joueur Mwepu recruté par l‟OC Bukavu Dawa chez Muungano). Tout de même, « Bukavu Dawa » et « Muungano » ont toujours importé un ou des joueurs rwandais comme mercenaires, peu importe les péripéties politiques entre la RDC et le Rwanda. C'est un bon dépassement pour la concorde et la cohésion sociale au sein de la jeunesse sportive pour l'intégration de chacun. Nous pouvons alors retenir que la configuration tribale de l'équipe « Bukavu-Dawa » ne constitue pas en soi une menace contre la cohésion culturelle en son sein, dans la mesure où il y a coexistence de plusieurs tribus qui œuvrent harmonieusement au nom d'un goal et d'une victoire.

#### Origine tribale des joueurs de l’équipe
Tableau 1 : Origine tribale des joueurs de l’équipe « Bukavu-Dawa » de 2005 à 2009 Origine tribale des joueurs Période
| Tribu                                     | Total | 2005  | 2005 | 2006  | 2006 | 2007  | 2007 | 2008  | 2008 | 2009  | 2009 | Total |
| Tribu                                     | Total | N°    | %    | N°    | %    | N°    | %    | N°    | %    | N°    | %    | Total |
| ----------------------------------------- | ----- | ----- | ---- | ----- | ---- | ----- | ---- | ----- | ---- | ----- | ---- | ----- |
| Shi                                       | 11    | 36,6% | 7    | 23,3% | 6    | 20%   | 6    | 20%   | 7    | 23,3% | 37   | 24,6% |
| Bembe                                     | 1     | 3,3%  | 1    | 3,3%  | 1    | 3,3%  | 1    | 3,3%  | 3    | 10%   | 7    | 4,6%  |
| Vira et Fuliru                            | 5     | 16,6% | 8    | 26,6% | 8    | 26,6% | 9    | 30%   | 6    | 20%   | 36   | 24%   |
| Tetela                                    | -     | -     | 2    | 6,6%  | 2    | 6,6%  | -    | -     | 1    | 3,3%  | 5    | 3,3%  |
| Lega                                      | 3     | 10%   | 13   | 10%   | 4    | 13,3% | 4    | 13,3% | 4    | 13,3% | 18   | 12%   |
| Kinois                                    | -     | -     | 1    | 3,3%  | 2    | 6,6%  | 4    | 13,3% | 4    | 13,3% | 11   | 7,3%  |
| Lokele                                    | 2     | 6,6%  | 2    | 6,6%  | 1    | 3,3%  | 1    | 3,3%  | -    | -     | 6    | 4%    |
| Autres (Rwandais, Burundais et Ougandais) | 7     | 23,3% | 5    | 16,6% | 6    | 20%   | 5    | 16,6% | 5    | 16,6% | 28   | 18,6% |
| Luba                                      | 1     | 3,3%  | 1    | 3,3%  | -    | -     | -    | -     | -    | -     | 2    | 1,3%  |
| Total                                     | 30    | 99,7% | 30   | 99%   | 30   | 99,1% | 30   | 99,8% | 30   | 99,8% | 150  | 99,7% |

## Palmarès
- EUFBUK :
  - Champion (13) : 1962, 1966, 1967, 1975, 1976, 1977, 2001, 2002, 2004, 2005, 2006, 2007, 2008

- LIFSKI :
  - Champion (3) : 2012, 2014, 2016[5]

- Ligue 2 : Zone Est :
  - Champion (1) : 2019[6]

- Coupe du Congo :
  - Vainqueur (1) : 2008[7]

- Coupe de la confédération :
  - 2006, 2007 et 2009 : Qualifiée [8]

## Personnalités du club

### Effectif actuel
| N° | Nat.                                           | Poste | Nom du joueur          |
| -- | ---------------------------------------------- | ----- | ---------------------- |
| 1  | Drapeau de la république démocratique du Congo | G     | Kulondwa Mongane       |
| 2  | Drapeau du Burundi                             | M     | Apal Alerelashe        |
| 3  | Drapeau de la république démocratique du Congo | D     | Dieumerci Kyalumba     |
| 4  | Drapeau de la république démocratique du Congo | D     | Yannick Balungwe       |
| 5  | Drapeau de la république démocratique du Congo | A     | Emedy Muruta           |
| 5  | Drapeau de la république démocratique du Congo | A     | Sumaili Radjabu        |
| 6  | Drapeau de la république démocratique du Congo | M     | Mambi Puki (capitaine) |
| 6  | Drapeau de la république démocratique du Congo | D     | Joress Temate          |
| 7  | Drapeau de la république démocratique du Congo | D     | Paluku Kayondoyondo    |

| No. | Nat.                                           | Position | Nom du joueur      |
| --- | ---------------------------------------------- | -------- | ------------------ |
| 10  | Drapeau de la république démocratique du Congo | D        | Robert Binja       |
| 11  | Drapeau du Burundi                             | M        | Hassan Bizimana    |
| 12  | Drapeau du Burundi                             | A        | Moussa Ndasha      |
| 13  | Drapeau de la république démocratique du Congo | A        | Matanda Musasa     |
| 15  | Drapeau de la république démocratique du Congo | D        | Wakwinga Mobali    |
| 16  | Drapeau de la république démocratique du Congo | A        | Balekembaka Bugeme |
| 17  | Drapeau de la république démocratique du Congo | M        | Akim Zaki          |
| 25  | Drapeau de la république démocratique du Congo | G        | Thierry Kendakenda |
| 29  | Drapeau de la république démocratique du Congo | M        | Mboto Makambo      |
| -   | Drapeau de la république démocratique du Congo |          | Ndaaka             |
| -   | Drapeau de la république démocratique du Congo |          | Pyréné             |

### Anciens joueurs
- Amisi Kirero
- 2008  Jean Lomami
- Messo Wakanga[9]

### Présidents
- 1959-???? :  Jean Marie Kititwa[10]
- 2004-2015 :  Sylvanus Mushi Bonane
- 2017- :  Didi Mudogo
- 2019-2021:   Eric Rubuye[11]
- 2022-:   Aimé Boji Sangara

### Entraîneur
- Albert Kanta Kambala
- 2004 :  Addy Bukaraba[12]
- 2017 :  José Mundele adj.  Kidumu Malyamungu  Malengera Mayah
- 2017-2018 :  Doris Mupompa
- 2018-2019 :  Amisi Kirero
- 2019-2020 :  Amars Niyongabo[13]
- 2020 :  Bruno Bla[14],[15],[11]
- 2023 :  Albert Mbonekube
- 2023-2024 :  Pathy Lokose
- 2024 :  Nazy Kapende Mayimona[16]

## Sponsors et equipements

### Sponsors
- 2023-2024 :  Pemidis SARL